# 隆达王国
隆达王国（约1665年 - 约1887年）是中部非洲歷史上的一個國家，國家的名字來自隆达人，其統治範圍大概位於現今的刚果民主共和国、安哥拉东北部和赞比亚西北部。非洲奴隶贸易时期，隆达王国向外界輸送了不少奴隶。19世纪80年代，隆達王国分裂为许多小酋长国。